# Сейм Польской Народной Республики
Сейм Польской Народной Республики — однопалатный парламент Польской Народной Республики, существовавший в 1952-1989 годах.

## Депутаты
I созыв состоял из 425 депутатов, II созыв из 459, остальные — из 460 депутатов. Изначально была установлена единая представительская норма — 1 депутат на 60 тыс. граждан, позже её убрали из Конституции ПНР из-за непрактичности. Не работал и принцип свободного мандата (депутат был представителем трудящихся, и мог быть им отозван, но на практике этого ни разу не случилось — власти считали, что это слишком небезопасно). Было введено четыресущное (пол. czteroprzymiotnikowe) избирательное право.
Доминирующей партией в Сейме ПНР всех созывов была ПОРП, без ее одобрения невозможно было принять ни один законопроект. Должность Маршала, главы Сейма, обычно отводилась члену Объединенной народной партии.

## Обязанности
Сеймом принимались различные законопроекты и бюджет государства. 
На первом заседании каждого созыва Сейма депутаты избирали Маршала Сейма, членов Президиума Сейма, Председателя и членов Совета министров ПНР и членов Государственного совета ПНР. Также Сеймом назначались Председатели Верховной Палаты контроля, члены Конституционного трибунала и Омбудсмен (с 1987 года).

## Результаты выборов
| Партия | Партия                               | 1952 | 1957 | 1961 | 1965 | 1969 | 1972 | 1976 | 1980 | 1985 | 1989 |
| ------ | ------------------------------------ | ---- | ---- | ---- | ---- | ---- | ---- | ---- | ---- | ---- | ---- |
|        | Польская объединённая рабочая партия | 273  | 241  | 256  | 255  | 255  | 255  | 261  | 261  | 245  | 173  |
|        | Объединённая народная партия         | 90   | 118  | 117  | 117  | 117  | 117  | 113  | 113  | 106  | 76   |
|        | Демократическая партия               | 25   | 39   | 39   | 39   | 39   | 39   | 37   | 37   | 35   | 27   |
|        | Ассоциация «Знак»                    | —    | 5    | 5    | 5    | 5    | 5    | 5    | 5    | 5    | —    |
|        | Ассоциация «ПАКС»                    | —    | —    | 3    | 3    | 2    | 2    | 2    | 5    | 7    | 10   |
|        | Христианская социальная ассоциация   | —    | —    | 3    | 3    | 2    | 2    | 2    | 5    | 7    | 8    |
|        | Польский католико-общественный союз  | —    | —    | —    | —    | —    | —    | —    | —    | 5    | 5    |
|        | Беспартийные                         | 37   | 56   | 37   | 36   | 37   | 37   | 37   | 32   | 53   | 0    |

## Маршалы Сейма
| Портрет | Портрет           | Имя                  | Начало полномочий | Окончание полномочий | Партия                       |
| ------- | ----------------- | -------------------- | ----------------- | -------------------- | ---------------------------- |
|         |                   | Владислав Ковальский | 4 февраля 1947    | 4 августа 1952       | Польская народная партия     |
|         |                   | Ян Дембовский        | 20 ноября 1952    | 20 ноября 1956       | Беспартийный                 |
|         |                   | Чеслав Выцех         | 20 февраля 1957   | 13 февраля 1971      | Объединенная народная партия |
|         | Дызма Галай       | 13 февраля 1971      | 15 февраля 1972   |                      | Объединенная народная партия |
|         | Станислав Гуцва   | 28 марта 1972        | 31 августа 1985   |                      | Объединенная народная партия |
|         | Роман Малиновский | 6 ноября 1985        | 3 июня 1989       |                      | Объединенная народная партия |
|         | Миколай Козакевич | 4 июля 1989          | 25 ноября 1991    |                      | Объединенная народная партия |

## Руководители Канцелярии Сейма
- март 1957 — декабрь 1969: Станислав Скжешевский
- декабрь 1969 — январь 1972: Ежи Бафия
- февраль 1972 — март 1986: Казимеж Свитала
- апрель 1986 — май 1990: Мацей Вировский
- июнь 1990 — декабрь 1990: Ришард Стемпловский